# Casnigo
Casnigo é uma comuna italiana da região da Lombardia, província de Bérgamo, com cerca de 3.453 habitantes. Estende-se por uma área de 13 km², tendo uma densidade populacional de 266 hab/km². Faz fronteira com Cazzano Sant'Andrea, Cene, Colzate, Fiorano al Serio, Gandino, Gorno, Ponte Nossa, Vertova.

## Demografia
| Variação demográfica do município entre 1861 e 2011                               |
|                                                                                   |
| Fonte: Istituto Nazionale di Statistica (ISTAT) - Elaboração gráfica da Wikipedia |